# 보이스 3
《보이스 3》는 2019년 5월 11일부터 2019년 6월 30일까지 방영된 OCN 오리지널 시리즈 토일드라마이다.

## 등장 인물

### 주요 인물
- 이하나 : 강권주 역 - 보이스 프로파일러, 풍산지방경찰청 112 신고센터 센터장 겸 골든타임팀 팀장
- 이진욱 : 도강우 / 마츠다 코우스케 (본명: 우강우)역 (아역 배강유) - 112 신고센터 출동팀 팀장

### 다크웹 옥션 파브르
- 박병은 : 카네키 마사유키 / 옥션 파브르 / 우종우 역 (아역 조용진) - 교수 및 인권운동가, 카네키 유키코의 남자이자 도강우의 친형.
- 권율 : 방제수 / 닥터 파브르 역 (특별출연) - 보이스 2 사이코패스 연쇄살인마, 작중 명실상부 최강자
- 이용우 : 후지야마 코이치 / 와이어 슌 역 (아역 이상민) - 후지야마 미호 오빠
- 태항호 : 전창수 역 - 카네키 마사유키의 오른팔. 경시청 공안부의 엘리트 출신
- 안세하 : 곽독기 역 - 도강우의 파트너였으나 사실 닥터 파브르 사마귀
- 이영석 : 후지야마 사부로 역 - 후지야마 코이치, 미호 남매의 삼촌

### 풍산청 골든타임팀

#### 콜팀
- 손은서 : 박은수 역 - 골든타임팀 콜팀 지령팀장
- 김우석 : 진서율 역 - 30세. 디지털 포렌식 전문가

#### 출동팀
- 김중기 : 박중기 역 - 강력팀에서 잔뼈가 굵은 배테랑 중년 형사.
- 송부건 : 구광수 역 - 체대 출신으로 묵묵하지만 승부욕이 대단한 체력과기술이 배여있는 금메달리스트 복싱선수출신 형사
- 김기남 : 양춘병 역

### 풍산청
- 한갑수 : 유재천 역 - 새로 부임한 풍산지방경찰청장
- 유승목 : 나홍수 역 - 풍산지방경찰청 강력계장

### 그 외 인물
- 임병기 : 마키오 쇼이치 역 - 일본 국회의원, 카네키 유키코의 부친
- 정기섭 : 스즈키 역 - 타카히로 켄이치. 시시오도시 료칸의 주인
- 정이서 : 권세영 역 - 진서율의 사촌동생
- 홍승희 : 미혜 역 - 권세영 친구
- 박동하 : 사카라이 료지 역 - 일본 오사카 경시청 형사
- 정태야 : 조영춘 역 - 일본 오사카 영사관의 영사
- 김명진
- 오동민
- 도영운
- 김리우
- 김주령 : 권세영의 어머니 역
- 공대유
- 이서주
- 양예승 : 카네키 유키코 역 - 카네키 마사유키의 아내
- 김준형
- 전희진
- 정종렬 : 모리 료칸 주인 역
- 김용진
- 강정연
- 유병훈 : 우덴포구 료칸 주인 역
- 김현아
- 정현진
- 서일영
- 김경민
- 권태진
- 윤혁진
- 김한
- 이지원 : 앵커, 기자역
- 황주호
- 이수인 : 골든타임팀 대원 역
- 이두원
- 이창원 : 골든타임팀 대원 역
- 김판겸 : 골든타임팀 대원 역
- 이서영
- 김려은
- 임예은
- 홍윤재
- 김영선
- 최요운
- 송인호
- 전혜영
- 정지혜
- 이채민
- 김민호
- 김혜지
- 정영도
- 김승욱 : 송수철 역 - 희귀병 환우 쉼터 해마 아빠의 집
- 함성민 : 표현수 역 - 아스퍼거증후군(자폐증과 비슷한 발달장애) 환우
- 이민웅 : 고수용 역 - 닥터 파브르 송장벌레
- 탁트인 : 오인균 역 - 해마아빠의 관리인
- 유지연 : 표은미 역 - 표현수의 엄마
- 신수현 : 해마아빠의 집 사건 보도 기자 역
- 조현임
- 김지성 : 염미정 역 - 은혜동물병원 원장. 송수철의 공범
- 강애심 : 의사 역 - 도강우 약 공급자
- 카슨 엘렌 : 티나 역 - 우즈베키스탄 출신의 구광수의 배우자
- 야니 : 쁘르띠위 역 - 인도네시아 출신의 독침 테러범
- 박명신 : 천윤미 역 - 이주여성센터 소장
- 김대곤
- 정영기
- 권용식
- 김진엽 : 한초롱 역 - 한국 최고의 화이트 해커. 박은수의 경찰동기
- 차건우 : 경찰청장 역
- 최승윤 : 오진식 역 - 오필수 회장의 아들, 보복·난폭운전자
- 우상전
- 박승태
- 이서환 : 박치기 남 역
- 박건락
- 유일한
- 공호석
- 이한익
- 최홍일 : 황두식 역
- 옥주리
- 한기중 : 오필수 역 - 성종그룹 회장
- 배제기 : 추동구 역
- 조은유 : 공세미 역 - 추동구의 애인
- 김용희 : 황조병 역 - 닥터황의원 원장
- 배호근 : 노구열 - 미선의료기 영업사원. 가짜 의사
- 이연두 : 백민희 역 - 닥터황의원 간호사
- 유일한
- 유지혁
- 김상일
- 김용진
- 이지원
- 윤예원
- 송경의 : 의사 역
- 박성균
- 오정원
- 윤송아 : 고토 나오미 역 - 갤러리 대표. 카네키 유키코의 작품 담당자
- 김도혜 : 후지야마 미호 역
- 고한민
- 이준희
- 김익태 : 성 박사 역
- 김한준 : 하민혁 역 - 풍산지방검찰청 검사
- 김용완
- 이용규
- 강필선
- 김문호
- 권반석
- 최재영
- 최문경
- 유용
- 공민규
- 조운
- 전희진
- 김동현
- 김도신
- 김정수
- 정연
- 김승완
- 최화영
- 장문규
- 김동규
- 황재열
- 이케베
- 안영미
- 배유리
- 황만익
- 이영실
- 임지영
- 임지현
- 양현선
- 김혜나
- 양현선
- 송경화
- 강지우 : 혜미 아빠의 집 한별이 역
- 전익령 : 방제수 친어머니 역
- 정종우
- 이진권

### 특별출연
- 허성태 : 마약거래책 역
- 이태리 : 브로커 토모유키 역
- 김성령 : 가드니스 리 역 - 피아노 치는 여인

## 시청률
최저 시청률과 최고 시청률은 시청률 조사회사와 지역별로 시청률에 차이가 있을 수 있습니다.
| 2019년 | 2019년   | 2019년                                | 2019년     | 2019년      |
| 회차   | 방송일자 | 부제                                  | AGB 시청률 | TNmS 시청률 |
| ------ | -------- | ------------------------------------- | ---------- | ----------- |
| 제1회  | 5월 11일 | 세 번째 골든타임                      | 3.174%     | %           |
| 제2회  | 5월 12일 | 시시오도시 료칸에는 야차(귀신)가 산다 | 4.979%     | 5.2%        |
| 제3회  | 5월 18일 | 피노키오의 노래                       | 3.762%     | 3.5%        |
| 제4회  | 5월 19일 | 피노키오의 노래                       | 4.477%     | 4.5%        |
| 제5회  | 5월 25일 | 숨비탄의 비밀                         | 3.501%     | 3.7%        |
| 제6회  | 5월 26일 | 숨비탄의 비밀                         | 5.357%     | 5.4%        |
| 제7회  | 6월 1일  | 지옥으로 가는 액셀러레이터            | 3.862%     | 3.9%        |
| 제8회  | 6월 2일  | 지옥으로 가는 액셀러레이터            | 4.370%     | 4.1%        |
| 제9회  | 6월 8일  | 당신의 인생은 괜찮나요?               | 3.972%     | %           |
| 제10회 | 6월 9일  | 당신의 인생은 괜찮나요?               | 4.441%     | 4.5%        |
| 제11회 | 6월 15일 | 사메타의 비밀                         | 3.445%     | %           |
| 제12회 | 6월 16일 | 사메타의 비밀                         | 4.477%     | 4.4%        |
| 제13회 | 6월 22일 | 골든타임팀의 위기                     | 3.885%     | %           |
| 제14회 | 6월 23일 | 골든타임팀의 위기                     | 4.808%     | 4.4%        |
| 제15회 | 6월 29일 | 공범들의 도시                         | 4.054%     | 4.4%        |
| 제16회 | 6월 30일 | 공범들의 도시                         | 5.517%     | %           |

## 같이 보기
- 형사 드라마
- 대한민국의 텔레비전 드라마 목록 (ㅂ)
- 2019년 대한민국의 텔레비전 드라마 목록